# Johan Carp

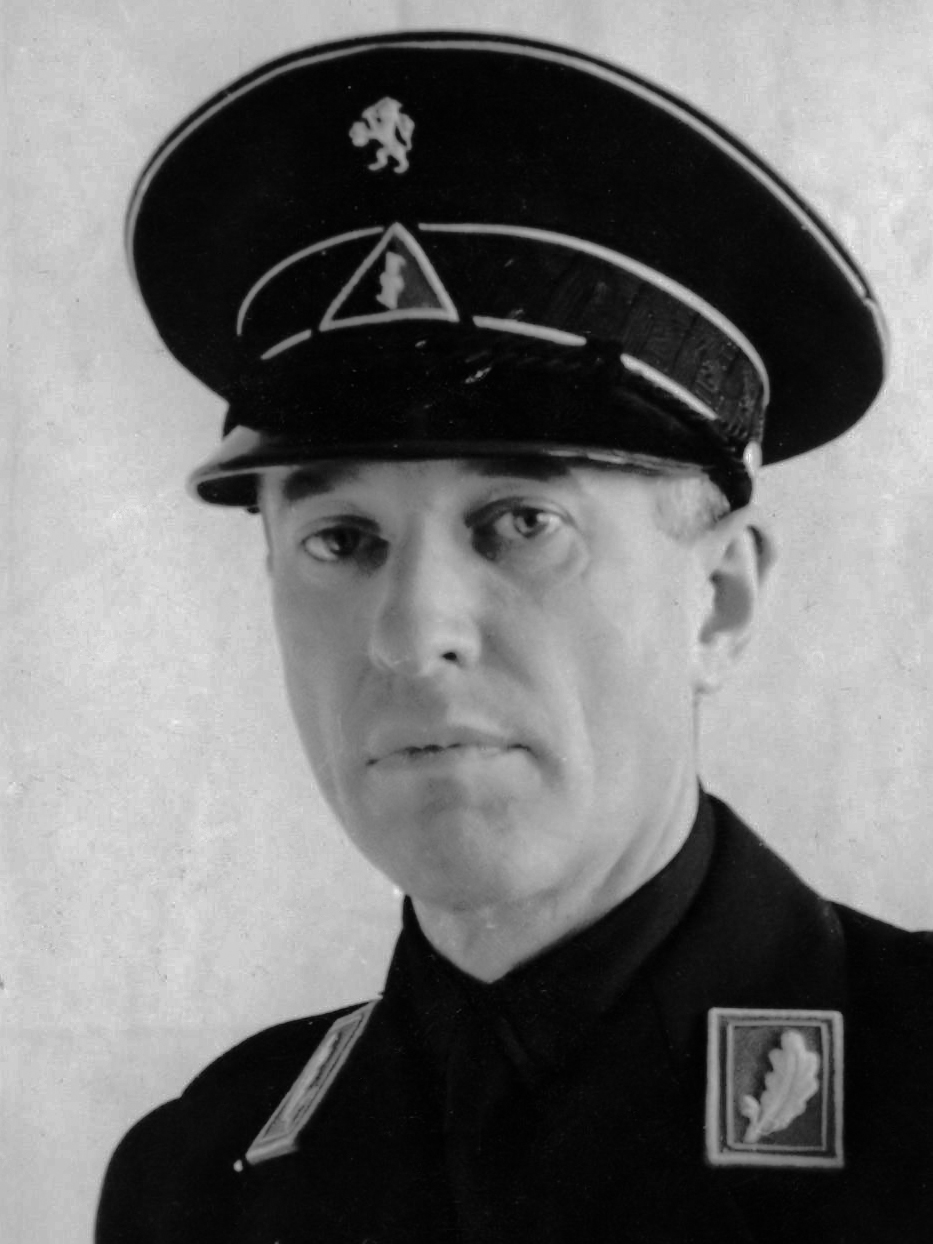
Johan Carp

Johan Herman Carp ('s-Gravenhage, 19 juli 1893 – aldaar, 18 november 1979) was een Nederlands nationaalsocialistisch jurist.

## Levensloop
Carp was een gepromoveerd staatsrecht-jurist en Spinoza-kenner. Voor de Tweede Wereldoorlog was Carp afdelingshoofd bij de provinciale Griffie van Zuid-Holland. Hij was fascist van oorsprong en hij ontwikkelde zich gaandeweg als de belangrijkste theoreticus van de Nationaal-Socialistische Beweging (NSB) van Anton Mussert, wiens persoonlijke vriend en adviseur hij was. Hij huwde het jeugdvriendinnetje van Mussert, Maria Kerkhoven. Hun vriendschap blijkt ook uit het feit dat Carp de laatste was die in de nacht van 5 op 6 mei 1946 afscheid nam van Mussert, voordat deze naar de executieplaats moest vertrekken.
Carp zat vanaf september 1939 in de redactie van De Waag. Ook had hij zitting in de Politieke Raad van de NSB en vanaf het najaar van 1941 bekleedde hij de functie van hoofd van de afdeling Bestuurszaken van de NSB. Na de Duitse inval van mei 1940 ontwierp Carp een ingenieus plan dat een strategie bevatte om op legale staatsrechtelijke basis een toekomstige (nationaalsocialistische) regering-Mussert in het leven te roepen. Carps plan was gebaseerd op een bepaling in de toenmalige Nederlandse grondwet, die zegt dat er een regent wordt benoemd indien de koning niet in staat is te regeren. Die regent wordt benoemd door de Raad van State. Carps redenering was als volgt: de koning is in het buitenland en dus niet bij machte te regeren. De Raad van State moest dan worden bevolkt met NSB'ers, die vervolgens Mussert tot regent zouden moeten benoemen. Formele bevestiging van deze procesgang moest worden verkregen van de rijkscommissaris Arthur Seyss-Inquart, op wie immers de verzamelde bevoegdheden van ministerraad en volksvertegenwoordiging waren overgegaan. Seyss-Inquart hield de boot echter af, zodat Carps plan strandde.
Als hoofd van de NSB-afdeling Bestuurszaken hield Carp zich intensief bezig met het begeleiden van de nieuw-benoemde NSB-burgemeesters. Ook was hij politiek toezichthouder van de Vereniging van Nederlandse Gemeenten (VNG) en zodoende had Carp al met al een stevige invloed op het Nederlandse openbaar bestuur tijdens de Tweede Wereldoorlog. Op 30 januari 1943 werd de afdeling Bestuurszaken overgeheveld naar de nieuw in het leven geroepen Secretarie van Staat, waarvan Carp het hoofd werd.
Zijn artikel in Volk en Vaderland van 7 mei 1943 ('Het oordeel der Geschiedenis', over Schimmelpenninck en de Franse Revolutie) bracht de reeds lang smeulende tegenstelling tussen de NSB en de Nederlandsche SS tot uitbarsting. Dit artikel was aanleiding voor Henk Feldmeijer om reeds een week later, in Storm van 14 mei te spreken van een 'anti-Duitse gezindheid' in de NSB. In een openbare vergadering op 22 juni, die op last van de Duitse bezetter tot stand kwam, moesten Mussert en Feldmeijer het publiek tonen elkaar goed gezind te zijn.
Carp stond in maart 1946 terecht voor het feit dat hij president van het Vredegerechtshof is geweest. De aanklager, mr. J. Zaaijer, eiste niet de doodstraf omdat 'de Hoge Raad zonder blikken of blozen deze mensen in de gelegenheid stelde hun werkzaamheden uit te oefenen'. Carp werd veroordeeld tot twaalf jaar hechtenis. In 1953 werd hij vrijgelaten.